# Pleurodema nebulosum
Espèce
Synonymes
- Leiuperus nebulosus Burmeister, 1861

Statut de conservation UICN

 LC  : Préoccupation mineure
Pleurodema nebulosum est une espèce d'amphibiens de la famille des Leptodactylidae.

## Répartition
Cette espèce est endémique d'Argentine. Elle se rencontre entre 150 et 1 200 m d'altitude dans les provinces de Catamarca, de Córdoba, de La Pampa, de La Rioja, de Mendoza, de Río Negro, de Salta, de San Juan, de San Luis et de Tucumán, et peut-être dans la province de Neuquén,.

## Publication originale
- Burmeister, 1861 : Reise durch die La Plata Staaten 1857-1860. Halle, vol. 2, p. 1-540 (texte intégral).